# Vauchelles-lès-Authie
Vauchelles-lès-Authie è un comune francese di 134 abitanti situato nel dipartimento della Somme nella regione dell'Alta Francia.

## Società

### Evoluzione demografica
Abitanti censiti